# Picea martinezii
Picea martinezii T.F.Patt., 1988 è una rara specie di peccio, appartenente alla famiglia delle Pinaceae, originaria della Sierra Madre Orientale (Montemorelos, Aramberri), in Messico.

## Etimologia
Il nome generico Picea, utilizzato già dai latini, potrebbe, secondo un'interpretazione etimologica, derivare da Pix picis = pece, in riferimento all'abbondante produzione di resina. Il nome specifico martinezii fu assegnato in onore del botanico messicano Maximino Martínez.

## Descrizione

### Portamento
Albero che può raggiungere i 35-40 m di altezza; i rami del primo ordine si sviluppano orizzontalmente, quelli del secondo ordine, negli esemplari maturi, possono essere pendenti. I germogli sono robusti, di colore marrone pallido o arancione-marrone.

### Foglie
Le foglie sono aghiformi, di colore verde lucido, lunghe 2,3-2,8 cm, con stomi non appariscenti e particolarmente appuntite con una piccola spina all'apice.

### Frutti
I coni femminili sono cilindrici, lunghi 11-16 cm e larghi fino a 6 cm, inizialmente verdi, poi marroni-arancioni. I macrosporofilli sono distanziati, circa 12-16 in 10 cm di lunghezza di cono a maturazione; sono lunghi 26-32 mm e larghi 21-25 mm, con apici arrotondati. I semi sono neri, lunghi 4-5 mm con parte alata lunga 15 mm.

## Distribuzione e habitat
Una delle due località dove vegeta P. martinezii è costituita da un canyon riparato, con sedimenti grossolani calcarei provocati da frane dei versanti, a circa 2100-2200 metri di quota. Questo habitat è privo di acque superficiali, ma le frequenti precipitazioni e le nebbie forniscono l'umidità necessaria a permettere la sopravvivenza di una foresta mista di montagna. Tra le conifere si ritrovano Abies vejarii, Taxus globosa e specie di Pinus; tra le caducifoglie sono presenti specie dei generi Quercus, Tilia, Ostrya, Cornus, Ilex, Juglans e Crataegus.

## Tassonomia
Considerata per parecchio tempo un sinonimo di P. chihuahuana da taluni autori tassonomici, questo taxon è stato incontrovertibilmente riconosciuto autonomo anche attraverso studi genomici più recenti (Ledig et al. 2004); essendo comunque imparentato con P. chihuahuana, è aperta la discussione se il rango di specie possa essere adeguato, o se piuttosto possa essere meglio classificato come sottospecie o varietà.

## Usi
Tradizionalmente sfruttato da segherie locali per il suo legno utilizzato in edilizia e carpenteria, attualmente è protetto da leggi conservative. Sono stati effettuati tentativi di introduzione in arboreti ubicati in Europa, Australia e Nuova Zelanda, ma pochi sono gli esemplari sopravvissuti.

## Conservazione
Con un areale primario stimato in 16 km² e un areale secondario stimato in 565 km², P. martinezii ha una popolazione di individui maturi di meno di 800 esemplari. Le due uniche località in cui vegeta sono sottoposte a deforestazione illegale e al rischio elevato di incendi boschivi per cui è possibile un ulteriore declino del 20 % di popolazione nelle due prossime generazioni. Un'ulteriore considerazione è legata ai cambiamenti climatici, in quanto le specie di pecci messicane sono relitti dell'era glaciale e pertanto molto sensibili agli stessi; per questi motivi è classificata come specie in pericolo nella Lista rossa IUCN.